# Soufian
Soufian Amakran (* 31. Juli 1996 in Offenbach am Main) ist ein deutscher Rapper mit marokkanischen Wurzeln.

## Karriere
Soufians Mutter und Vater sind mit sechs bzw. 18 Jahren nach Deutschland gekommen und stammen aus den nordmarokkanischen Städten Tanger und Nador. Aufgewachsen ist der Rapper in Offenbach, in bürgerlichen Verhältnissen, hat Abitur gemacht und danach ein Informatikstudium begonnen. Seinen Mentor, den ebenfalls aus Offenbach stammenden Rapper Haftbefehl, soll er zufällig auf der Straße in der gemeinsamen Heimatstadt kennengelernt haben.
Ende 2015 war er erstmals mit einem Part beim Haftbefehl-Track Kalash vom Album Unzensiert zu hören, das zugehörige Video wurde im Internet über 7 Millionen Mal abgerufen (Stand: August 2022). Weitere Auftritte bei Veröffentlichungen und bei Liveveranstaltungen folgten. Auf dem Album Haramstufe Rot von Hanybal war er beim Song Skimaske vertreten. Als Haftbefehl im September 2016 sein Nachwuchslabel Generation Azzlack gründete, gehörte Soufian zu den ersten, die er unter Vertrag nahm. Kurz darauf veröffentlichte er seinen ersten eigenen Song Hab die Straße im Blut bei YouTube. Das Video erreichte 6,7 Millionen Aufrufe. Mit Geh nicht in Knast folgte Ende des Jahres eine weitere Internetveröffentlichung, bevor Anfang 2017 das Mixtape Allé allé erschien. Darauf sind unter anderem Celo & Abdi, Nimo und Hanybal zu Gast. Es stieg auf Platz 3 in die deutschen Albumcharts und in die Top 10 von Österreich und der Schweiz ein.

## Diskografie

### Alben
- Allé allé (Mixtape, 2017)
- New Level (EP 2017 feat. Lgoony & Crack Ignaz)
- S.O.S. (2019)
- Rufftape (2021)
- Rufftape 2 (2023)

### Lieder
- Hab die Straße im Blut (2016)
- Geh nicht in Knast (2016)
- Azzlack Versace (feat. Haftbefehl, 2016)
- Wolkenkratzer (2016)
- Scarface Clique (2017)
- Wer ist die 1 (feat. Capo, 2017)
- Wo sind die Packs (feat. Enemy, Diar & Azzi Memo, 2017)
- New Level (Soufian, Lgoony & Crack Ignaz, 2017)
- Maybach (Frizzo feat. Soufian, 2019)
- Bogota (2019)
- Barbeque (2019)
- New Jack (feat. Ufo361, 2019)
- Wieder am Block (Haftbefehl feat. Soufian, 2021)
- Alles nur Image (2021)
- In der Hood (2021; #11 der deutschen Single-Trend-Charts am 6. August 2021[8])
- Connect (2022)
- Spitze am Berg (2022)
- Ghettokid (2023)
- Classic (2023)
- Alle meine Jungs (2023; mit Sott; #20 der deutschen Single-Trend-Charts am 28. April 2023[9])
- Ego (2023)
- Mies im Film (2023; mit Mufasa069)
- Siedlung (2023; mit Sott)
- Ghettogangz (2023; mit Sott)
- Mannschaft (2023; mit Safraoui & Haftbefehl)
- Trap in (2024; mit Sott)
- Immernoch bitter (2024; Nimo feat. Safraoui; #2 der deutschen Single-Trend-Charts am 31. Mai 2024[10])
- Unterm Anorak (2024; mit Sott; #6 der deutschen Single-Trend-Charts am 19. Juli 2024[11])

### Gastbeiträge
- Kalash / Haftbefehl feat. Soufian, DOE, Enemy & Diar (2016)
- Guardia Civil / Reda Rwena feat. Soufian und Dú Maroc (2017)
- Hoodi / Nimo feat. Soufian, K¡K¡ (2017)
- Safi / Ufo361 feat. Soufian, Ich bin ein Berliner 2 (2016)
- Lass Knospen regnen / Nimo feat. Soufian, Habeebee (2016)
- Wieder am Block auf Das schwarze Album / Haftbefehl feat. Soufian (2021)
- Chevignon & Classics auf Mainpark Baby / Haftbefehl feat. Soufian (2022)